# Iron
Az Iron a finn Ensiferum második nagylemeze, és egyben az utolsó, melyen Jari Mäenpää, és az első, melyen az új szintetizátoros, Meiju Enho szerepel.

## Az album dalai
Az összes dalszöveg szerzője Jari Mäenpää, kivéve Tears, amelynek Jari Mäenpää és Kaisa Saari. 
| 1.    | Ferrum Aeternum                    | 3:30 |
| 2.    | Iron (Toivonen/Mäenpää)            | 3:55 |
| 3.    | Sword Chant (Mäenpää)              | 4:46 |
| 4.    | Mourning Heart – Interlude         | 1:25 |
| 5.    | Tale of Revenge (Toivonen)         | 4:32 |
| 6.    | Lost in Despair (Toivonen)         | 5:39 |
| 7.    | Slayer of Light (Mäenpää/Toivonen) | 3:12 |
| 8.    | Into Battle (Toivonen/Mäenpää)     | 5:54 |
| 9.    | LAI LAI HEI (Mäenpää)              | 7:17 |
| 10.   | Tears (Toivonen)                   | 3:21 |
| 43:11 |                                    |      |

## Közreműködők

### Ensiferum
- Jari Mäenpää − ének, gitár
- Markus Toivonen − gitár, ének, dobok
- Meiju Enho − szintetizátor
- Jukka-Pekka Miettinen − basszusgitár
- Oliver Fokin − ütős hangszerek

### Vendégzenészek
- Vesa Vigman − buzuki, mandolin, saz, cimbalom, szaxofon
- Eveliina Kontio − kantele
- Kaisa Saari − ének, furulya, tin whistle